# جاك بيرسيفال
جاك بيرسيفال (بالإنجليزية: Jack Percival)‏ (16 مايو 1913 في المملكة المتحدة - 1979) هو لاعب كرة قدم بريطاني (وحمل سابقاً جنسية المملكة المتحدة لبريطانيا العظمى وأيرلندا) في مركز نصف الجناح. لعب مع مانشستر سيتي ونادي بورنموث.